# あまざらし 千分の一夜物語 スターライト
「あまざらし 千分の一夜物語 スターライト」(あまざらし せんぶんのいちやものがたり スターライト)は青森県で結成されたロック・バンド、amazarashiが2015年にリリースしたコンセプトアルバム。タイトルトラックである「スターライト」を中心にバンドがこれまでリリースした楽曲が選曲され、いずれもプラグレスバージョンにリアレンジされた。

## 背景
amazarashiは2014年9月に、改名以前の名義であるあまざらしを用い、TOKYO DOME CITY HALLにて「プレミアムライブ 千分の一夜物語『スターライト』」を開催した。ライブはバンドの初期制作楽曲を中心に選曲されフロントマンである秋田ひろむが手掛けた小説「スターライト」の朗読が随所に挟まれる奇抜なスタイルで構成された。楽曲はいずれもamazarashiがキャリア初期にギターとピアノのアコースティック体制でライブ活動を展開していたのを再現し、プラグレスバージョンにアレンジされた。ライブは今回の一回きりの催しであると称して「千分の一夜」と名づけられたが、ライブに費やした労力とそれに伴う成果を鑑みたフロントマンを始めとする関係者の総意によってフィジカルリリースが決定した。

## 構成
曲目はライブで掲げられた「スターライト」をいかに感動的に表現するかという目標に再度着目して選ばれた。単独で成り立つ楽曲の順番によって「スターライト」につながる物語が展開される。楽曲は初期の代表曲であった「スターライト」を中心に「光、再考」「つじつま合わせに生まれた僕等」から2015年2月にシングルリリースされた「季節は次々死んでいく」など多岐に渡る。

## プロモーション・リリース
フィジカルリリースに際して「無題」のプラグレスバージョンのミュージックビデオがYouTubeのamazarashiの公式チャンネルでアップロードされた。ビデオは楽曲の歌詞で綴られた絵描きの半生にリンクしたアニメーションで全編構成される。

## 曲目
| 全作詞・作曲: 秋田ひろむ。 |                                                  |            |            |                     |      |
| #                          | タイトル                                         | 作詞       | 作曲・編曲 | 初出                | 時間 |
| 1.                         | 「光、再考」(Starlight ver.)                     | 秋田ひろむ | 秋田ひろむ | 光、再考            | 5:51 |
| 2.                         | 「ムカデ」(Starlight ver.)                       | 秋田ひろむ | 秋田ひろむ | 0.                  | 4:48 |
| 3.                         | 「空っぽの空に潰される」(Starlight ver.)         | 秋田ひろむ | 秋田ひろむ | 千年幸福論          | 5:38 |
| 4.                         | 「隅田川」(Starlight ver.)                       | 秋田ひろむ | 秋田ひろむ | 爆弾の作り方        | 6:07 |
| 5.                         | 「無題」(Starlight ver.)                         | 秋田ひろむ | 秋田ひろむ | 爆弾の作り方        | 6:19 |
| 6.                         | 「さくら」(Starlight ver.)                       | 秋田ひろむ | 秋田ひろむ | アノミー (アルバム) | 5:26 |
| 7.                         | 「つじつま合わせに生まれた僕等」(Starlight ver.) | 秋田ひろむ | 秋田ひろむ | 0.                  | 6:11 |
| 8.                         | 「古いSF映画」(Starlight ver.)                   | 秋田ひろむ | 秋田ひろむ | 千年幸福論          | 6:17 |
| 9.                         | 「夏を待っていました」(Starlight ver.)           | 秋田ひろむ | 秋田ひろむ | 爆弾の作り方        | 6:01 |
| 10.                        | 「季節は次々死んでいく」(Starlight ver.)         | 秋田ひろむ | 秋田ひろむ | 世界収束二一一六    | 6:18 |
| 11.                        | 「美しき思い出」(Starlight ver.)                 | 秋田ひろむ | 秋田ひろむ | 千年幸福論          | 6:58 |
| 12.                        | 「スターライト」(Starlight ver.)                 | 秋田ひろむ | 秋田ひろむ | 夕日信仰ヒガシズム  | 5:56 |
| 合計時間:                  | 合計時間:                                        | 合計時間:  | 71:50      |                     |      |